# Mitologia ugro-finnica
La mitologia ugro-finnica comprende le mitologie dei popoli parlanti una lingua ugrofinnica - in particolare la lingua ungherese, facente parte del gruppo ugrico, la lingua finlandese e la lingua estone facenti parte del gruppo finnico ed altre lingue minori o estinte.

## Mitologia ungherese
Poco rimane di testimonianze scritte sulla mitologia del popolo ungherese, dalla ricerca e ricostruzione effettuata soprattutto durante il XX secolo si è appreso che il mondo veniva rappresentato su tre livelli (Mondo Superiore, Mondo di Mezzo e Mondo Sotterraneo) e che la religione di carattere sciamanico adorava un pantheon di dei tra cui svettava Isten (Dio), creatore del mondo e supervisore delle vicende umane.

## Mitologia finlandese
La mitologia finlandese comporta diversi punti di similitudine con altre mitologie finniche tra cui la vicina mitologia estone, oltreché con altre mitologie nordiche non ugrofinniche. Molti degli elementi di tale mitologia sono sopravvissuti nella cultura orale fino al XVIII secolo, mentre nella prima metà del XIX secolo il lavoro di recupero della cultura orale effettuato da Elias Lönnrot ha portato alla realizzazione del Kalevala, il poema nazionale finlandese, realizzato nel corso del secolo che ha segnato il risveglio del sentimento nazionale del popolo finlandese, conclusosi con l'indipendenza dalla Russia nel 1917.

## Mitologia estone
Non molto è giunto a noi della mitologia estone in età pre-cristiana e la raccolta sistematica di questi miti è iniziata solo durante il XIX secolo, quando la trasmissione orale aveva già perduto parte della tradizione. La mitologia estone parte dalla deposizione di tre uova da parte di un uccello, diventate poi Sole, Luna e Terra. Vedeva un mondo imperniato ad un albero attraverso la Stella Polare. Con il passaggio degli estoni dalla caccia all'agricoltura, anche la mitologià passò a dare maggiore importanza alle entità che personificavano la fertilità, il tempo meteorologico ed il cielo.

Nella mitologia estone, la coccinella è l'animale scelto da Linda per ricercare un potente mago che possa salvare la vita all'eroe Kalev.
L'esempio più classico è il Kalevipoeg, diventato poema epico estone per eccellenza anche grazie ad una forte componente patriottica presente all'interno dell'opera e fu realizzato da Friedrich Reinhold Kreutzwald che, riprendendo il lavoro di Friedrich Robert Faehlmann ne realizzò un poema in cui molte delle situazioni descritte risalgono a alla tradizione orale degli estoni.

## Mitologia careliana
Tracce di questa mitologia ci giungono grazie al lavoro di Mikael Olavinpoika (conosciuto come Michele Agricola), un vescovo luterano vissuto in Finlandia nel XVI secolo e che documentò svariate usanze e credenze dei popoli finnici e careliani.

Essi adoravano sia gli astri che gli oggetti terreni come ceppi, alberi, rocce, acqua, fuoco, rami ed ossa dei morti.

## Mitologia sami
La Mitologia sami è basata sulle forze della natura che si inquadra sia nell'ambito della mitologia dei Popoli finnici che nell'ambito delle religioni artiche e sono forme di culto che nel corso dei secoli hanno subito influenze da parte delle religioni dei vicini popoli scandinavi e russi.